# Harry Vereecken
Harry Vereecken (* 1959 in Sint-Niklaas, Belgien) ist Agrarwissenschaftler, Direktor im Forschungszentrum Jülich und Hochschullehrer an der Universität Bonn.

## Leben und Wirken
Harry Vereecken promovierte in Agrarwissenschaften an der Universität Leuven, Belgien (1988). Er habilitierte sich 1997 in Hydrogeologie an der Universität Bonn, Deutschland.
Seit 2000 ist er Professor an der Universität Bonn und Direktor des Agrosphere Institute, Forschungszentrum Jülich GmbH. Er ist Mitglied der Nordrhein-Westfälischen Akademie der Wissenschaften und wissenschaftlicher Direktor von TERENO, einem Netzwerk von Umweltobservatorien in Deutschland. Von 2016 bis 2020 war er Vorsitzender des International Soil Modeling Consortium (ISMC) und ist Ehrenprofessor an der Universität Tianjin, China. Von 2015 bis 2020 war er wissenschaftlicher Direktor des Geoverbundes ABC/J. Zu seinen Forschungsinteressen gehören Hydrologie, Hydrogeophysik und Bodenkunde. Vereecken ist Projektmitglied beim TERENO Projekt des Leibnitz Instituts und Beiratsmitglied für Bodenwissenschaften in Brüssel.

## Forschungsbereich
Der Klimawandel und insbesondere hydrometeorologische Extreme wie Dürren wirken sich auf die Landoberfläche der Erde und das sozioökonomische Wohlergehen aus. Aktuelle Analysen und Prognosen deuten darauf hin, dass die Häufigkeit von Extremen in den nächsten Jahrzehnten zunehmen wird und dass Dürreereignisse wie in den Jahren 2003, 2015 und 2018 in Europa regelmäßiger auftreten und zu größeren Störungen führen könnten, da den Landökosystemen keine Zeit zur Erholung bleibt. Hitzewellen in Verbindung mit längeren Dürreperioden führten zu Produktivitätseinbußen in der Landwirtschaft, wirkten sich aber auch auf die Verfügbarkeit von Wasserressourcen aus (z. B. niedrige Wasserstände in Flüssen) und führten zu einem Rückgang der Speicherkapazität in Ackerlandböden für die Kohlenstoffspeicherung. Vorhersagemethoden, die auf der Kombination von Beobachtungen und integrierten Modellen beruhen, bieten eine einzigartige Möglichkeit, Landwirte und Interessengruppen zu informieren, um sich besser an extreme Dürreereignisse anpassen zu können. Neue Sensortechnologien wie hydrogeophysikalische Verfahren und unbemannte Flugsysteme (UAS), die mit Multispektral- und Wärme-Infrarotkameras, Lidar-Systemen und intelligenten Sensoren ausgestattet sind, ermöglichen die Bestimmung von Boden- und Vegetationseigenschaften. Darüber hinaus werden neue Entwicklungen wie die Fernerkundung der sonneninduzierten Fluoreszenz (SIF) mit hoher räumlicher und zeitlicher Auflösung und neue Satellitenmissionen es ermöglichen, Modelle für die Landoberfläche und das Pflanzenwachstum besser zu informieren, um das Bewässerungsmanagement anzupassen, bevor die Ernten durch Dürren schwer geschädigt werden. Harry Vereecken hat sich insbesondere mit der Entwicklung von Pedotransferfunktionen für die Abschätzung hydraulischer Bodeneigenschaften beschäftigt. Diese Eigenschaften sind notwendig für die Berechnung des Bodenwasserhaushaltes in Bodenmodellensowie in hydrologischen und Landoberflächenmodellen.

## Ehrungen und Auszeichnungen
- 2023 – Alfred-Wegener-Medaille und Ehrenmitgliedschaft der European Geosciences Union (EGU)
- 2023 – Research.com Earth Science in Germany Leader Award
- 2022 – Mitglied des Soil Mission Board, EU
- 2020 – Honory life time member of the International Society for Porous Media
- 2018 – Honory Professor, Tianjin University, China
- 2016 – Fellow of the Soil Science Society of America (SSSA)
- 2016 – John Dalton Medaille der European Geosciences Union (EGU)
- 2014 – Fellow of American Geophysical Union (AGU)
- 2008 – Don and Betty Soil Physics Award (SSSA)